# Martha Quinn
Martha Quinn (Albany, 11 maggio 1959) è un'attrice e video jockey statunitense.
È conosciuta soprattutto per essere una degli originali video jockey su MTV (insieme a Nina Blackwood, Mark Goodman, Alan Hunter, e J.J. Jackson).

## Biografia
Quinn è nata ad Albany, New York, figlia di Nina Pattison, una consulente di pensionamento, e di David Quinn, avvocato. È la figliastra di Jane Bryant Quinn, una funzionaria della finanza; inoltre ha due fratelli più grandi. Prima di iniziare la sua carriera su MTV, Quinn si è laureata alla Ossining High School nel 1977 e alla New York University nel 1981. 
Oltre alla sua carriera come video jockey, ha iniziato anche a recitare: tra le sue apparizioni più importanti figurano Piccola peste torna a far danni e Motorama.

## Vita privata
È sposata con Jordan Tarlow dal 12 gennaio 1993, con cui ha avuto due figli: una dei due, Annabelle, è nata nel 1997.

## Filmografia

### Cinema
- Tapeheads, regia di Bill Fishman (1988)
- Sbirri oltre la vita (Dead Heat), regia di Mark Goldblatt (1988)
- Curve pericolose (Dangerous Curves), regia di David Lewis (1988)
- Eddie and the Cruisers II: Eddie Lives!, regia di Jean-Claude Lord (1989)
- Chrome Hearts, regia di Dan Hoskins (1989)
- Piccola peste torna a far danni (Problem Child 2), regia di Brian Levant (1991)
- Motorama, regia di Barry Shils (1991)
- Radio Alien (Bad Channels), regia di Ted Nicolaou (1992)

### Televisione
- Saranno famosi (Fame) – serie TV, episodio 6x17 (1987)
- The Bradys – serie TV, 4 episodi (1990)
- MTV Prime with Martha Quinn – serie TV (1990)
- A Spinal Tap Reunion: The 25th Anniversary London Sell-Out – film TV (1992)
- Gli amici di papà (Full House) – serie TV, episodi 6x11-6x13 (1992-1993)
- The Weird Al Show – serie TV, episodi 1x03-1x13 (1997)
- Wicked City – serie TV, episodio 1x04 (2015)